# 支下里駅
支下里駅（チハリえき）は朝鮮民主主義人民共和国江原道板橋郡にある、朝鮮民主主義人民共和国鉄道省の駅である。

## 隣の駅
朝鮮民主主義人民共和国鉄道省
青年伊川線
丁峰駅 - 支下里駅 - 支上駅